# Bari Challenger 1981
Il Bari Challenger 1981 è stato un torneo di tennis facente parte della categoria ATP Challenger Series nell'ambito dell'ATP Challenger Series 1981. Il torneo si è giocato a Bari in Italia dal 7 al 14 settembre 1981 su campi in terra rossa.

## Vincitori

### Singolare
Zoltán Kuhárszky ha battuto in finale  Paolo Bertolucci con il punteggio di 6–4, 6–0

### Doppio
Ian Harris /  Belus Prajoux hanno battuto in finale  Gianni Marchetti /  Alejandro Pierola con il punteggio di 6–4, 6–2